# 周昌弘
周昌弘（1942年9月5日—），台灣植物學家，中央研究院院士。曾任中央研究院植物學研究所副研究員、研究員、所長。1994年當選中央研究院第20屆生命科學組院士。

## 生平
周昌弘 1942年9月5日出生於台南，中學畢業於台南一中。1965年自國立臺灣大學植物學系就讀，考入台灣大學臺灣大學植物學研究所，事師王世中院士專攻植物生理學，1968年取得碩士學位後，即赴美國加州大學聖塔芭芭拉分校生物科學系攻讀植物生態學博士，後至加拿大多倫多大學進行博士後研究。

## 外部連結
- 國立屏東科技大學介紹周昌弘（页面存档备份，存于）
- 國立臺灣大學生態學與演化生物學研究所介紹周昌弘（页面存档备份，存于）